# Келькеты (посёлок)
Келькеты (калм. Келькеды) — сельский населённый пункт в Целинном районе Калмыкии, входит в состав Чагортинского сельского муниципального образования.

## География
Посёлок расположен на Ергенинской возвышенности, в западной части Целинного района Калмыкии, в 14 километрах к югу (по просёлочной дороге) от посёлка Чагорта (центр муниципального образования). 

## История
Дата основания населённого пункта не установлена. Можно предположить, что посёлок возник во второй половине 20-го века как ферма совхоза "Чагорта". На картах из доступных источников впервые обозначен в 1984 году. Название посёлок, скорее всего, унаследовал от одноимённого исчезнувшего села, располагавшегося в нескольких километрах к северу от существующего посёлка.

## Население
| 2002 | 2010 | 2012 |
| ---- | ---- | ---- |
| 14   | ↗77  | ↘57  |

Национальный состав
Согласно результатам переписи 2002 года большинство населения посёлка составляли русские (62 %).
| Национальность | Численность (2010) | Процент |
| -------------- | ------------------ | ------- |
| Чеченцы        | 38                 | 51,4%   |
| Калмыки        | 10                 | 13,5%   |
| Лезгины        | 9                  | 12,2%   |
| Даргинцы       | 8                  | 10,8%   |
| Русские        | 5                  | 6,8%    |
| Аварцы         | 4                  | 5,4%    |
| Всего          | 74                 | 100%    |